# Hermann Schmitz (entomoloog)
Hermann Johann Schmitz S.J. (Elberfeld, 12 augustus 1878 - Bad Godesberg, 1 september 1960) was een Duits entomoloog, katholiek theoloog en leraar. Hij bestudeerde vooral bochelvliegen (Phoridae), waarvan hij talrijke nieuwe geslachten en soorten beschreef.

## Biografie
Schmitz werd als vijftienjarige novice in het Jezuïetencollege van Afferden in Nederlands Limburg. Twee jaar later ging hij naar Exaten. Daar leerde hij de jezuïet en bioloog Erich Wasmann kennen, die hem in de insectenkunde inwijdde. Schmitz assisteerde Wasmann bij diens entomologische excursies.
In 1899 ging hij naar het jezuïetencollege van Valkenburg, waar hij tot 1901 filosofie studeerde. In 1902 werd hij aangesteld als leraar aan het St. Aloysiuscollege in Sittard. Daar zette hij zijn eerste stappen als dipteroloog. In 1903-05 verzamelde hij de in en rond Sittard voorkomende Diptera. Zijn collega-jezuïet Janós Thalhammer in Hongarije determineerde zijn vangsten en verifieerde de determinaties die Schmitz zelf uitvoerde. Ondertussen bestudeerde Schmitz ook mieren en schreef het boek Die Ameisen und ihre Gäste (in het Nederlands in 1915 uitgegeven als De Nederlandsche mieren en haar gasten).
In 1906 was hij een jaar lang assistent van Wasmann. In 1907-09 studeerde hij theologie aan het Canisianum in Maastricht, waarna hij tot priester werd gewijd. Hij studeerde natuurwetenschappen in Leuven in 1911-12 en keerde daarna terug naar Sittard. Hij werd er voorzitter van het Natuurhistorisch Genootschap in Limburg. 
In 1921 ging hij in Bonn biologie studeren; daarna was hij weer twee jaar assistent van Erich Wasmann in Valkenburg, waarna hij naar de universiteit van Freiburg ging, waar hij in 1926 doctoreerde op een proefschrift over de taxonomische revisie van de bochelvliegen.
Na zijn promotie doceerde Schmitz in Valkenburg. Hij verbleef een viertal jaren in Ierland om er de plaatselijke bochelvliegen te bestuderen en te doceren aan het jezuïetencollege in Tullabeg. Bij zijn terugkeer in Valkenburg was Nederland bezet door de Duitsers. De Gestapo sloot het jezuïetencollege in Valkenburg in 1942 en Schmitz' entomologische verzameling werd in beslag genomen. Schmitz zelf kwam in datzelfde jaar weer vrij en ging naar het bezette Oostenrijk. Na  de Tweede Wereldoorlog ging hij doceren in Bad Godesberg. Hij kreeg zijn verzameling terug en zette zijn onderzoek verder tot aan zijn dood in 1960.
Schmitz beschreef rond 80 geslachten en 650 soorten en legde een omvangrijke collectie van ongeveer 40.000 preparaten aan. Die bevindt zich nu in het Museum Koenig in Bonn. Naast zijn talrijke artikelen in natuurwetenschappelijke tijdschriften is zijn voornaamste publicatie het ongeveer 500 bladzijden tellende deel "Phoridae" in Erwin Lindners meerdelige standaardwerk Die Fliegen der Palaearktischen Region.